# Karl Schneider (Politiker, 1909)
Karl Schneider (* 24. Mai 1909 in Elberfeld; † 25. März 2000) war ein deutscher Politiker (FDP). Er war von 1950 bis 1970 Mitglied des Landtags von Nordrhein-Westfalen.

## Leben
Nachdem Karl Schneider die Schule mit der Mittleren Reife abgeschlossen hatte, begann er ein Hoch- und Tiefbaustudium an der Höheren Technischen Lehranstalt Wuppertal-Barmen. Nach dem Examen war er von 1933 bis 1942 als Bauunternehmer tätig. Zum 1. Mai 1937 trat er der NSDAP bei. 1942 wurde er zur Wehrmacht eingezogen. Nach dem Zweiten Weltkrieg arbeitete Schneider als Architekt sowie als vereidigter und öffentlich bestellter Sachverständiger für das Bauwesen. 
Schneider war Mitglied der FDP seit 1945. Im Oktober 1948 wurde er Stadtverordneter in Wuppertal. 
Schneider wurde in der zweiten Wahlperiode als Direktkandidat der FDP im Wahlkreis 55 (Wuppertal-Unterbarmen-Ronsdorf) in den nordrhein-westfälischen Landtag gewählt. Von der dritten bis zur sechsten Wahlperiode gelangte er jeweils über einen Platz auf der Landesliste seiner Partei in den Landtag. Er war Abgeordneter vom 5. Juli 1950 bis zum 25. Juli 1970. Im Landtag war Schneider von Januar 1958 bis Juli 1966 stellvertretender Vorsitzender der FDP-Landtagsfraktion und von Juli 1966 bis Juli 1970 Zweiter Vizepräsident des Landtags.

## Ehrungen
- 1966: Großes Verdienstkreuz der Bundesrepublik Deutschland
- 1969: Großes Verdienstkreuz mit Stern der Bundesrepublik Deutschland